# Jonathan Steinberg
Jonathan Steinberg (* 8. März 1934 in New York City; † 4. März 2021 in Cambridge, England) war ein US-amerikanischer Neuzeithistoriker. Er hielt die Walter H. Annenberg-Professur für Europäische Neuzeitgeschichte an der University of Pennsylvania.

## Leben
Steinberg studierte Geschichte an der Harvard University und promovierte an der University of Cambridge, wo er auch 33 Jahre als Lecturer und Reader für Europäische Geschichte tätig war. Er war Fellow von Trinity Hall. Anschließend lehrte er als Professor für Geschichte an der University of Pennsylvania. Schwerpunkt seiner wissenschaftlichen Tätigkeit war die Europäische Geschichte seit Beginn der Französischen Revolution mit besonderem Augenmerk auf die Geschichte der Achsenmächte Deutschland, Österreich und Italien und das Schicksal der jüdischen Bevölkerung in diesen Ländern auf ihrem Weg in den Holocaust. Die Deutsche Bank beauftragte ihn mit der Aufarbeitung ihrer Goldgeschäfte im Zweiten Weltkrieg. Seine 2011 erschienene Bismarck-Biografie Bismarck – A Life wurde von Henry Kissinger in The New York Times Book Review „die beste Arbeit zu ihrem Thema in englischer Sprache“ gelobt. Der Historiker Robert M. Citino nannte das Buch aus drei Gründen einen „Triumph“: Erstens habe kein anderer Historiker die Primärquellen von Bismarcks persönlichen Bekannten so gründlich ausgeschöpft: dann habe Steinberg die enorme Menge an Sekundärliteratur meisterhaft bewältigt; und drittens könne Steinberg eine eigene These präsentieren, nämlich die von Bismarck als einem „souveränen Selbst“, dem es, wenn auch nur für eine kurze Zeit, gelungen sei, der Geschichte seinen Willen aufzuzwingen.
Steinberg war Gesprächspartner in dem für das ZDF gedrehten Doku-Drama Bismarck – Härte und Empfindsamkeit (2014) und in einer Folge von Alexander Kluges Kulturmagazin 10 vor 11.

## Schriften
- Tirpitz and the birth of the German battle fleet: Yesterday’s deterrent. Macdonald, London 1968.
- Deutsche, Italiener und Juden: der italienische Widerstand gegen den Holocaust. Steidl, Göttingen 1997, ISBN 3-88243-505-4.
- Die Deutsche Bank und ihre Goldtransaktionen während des Zweiten Weltkrieges. Historikerkommission, Mitherausgeberschaft Avraham Barkai u. a. Übersetzer Karl Heinz Sieber. Beck-Verlag, München 1999, ISBN 3-406-44551-9 (auch online).
- Bismarck, anti-semitism and the tragedy of German Jewry. Leo Baeck Institut, New York / Berlin 2011, DNB 1021086975.
- Bismarck. Magier der Macht. Propyläen, Berlin 2012, ISBN 978-3-549-07416-9 (amerikanisches Englisch: Bismarck: a life. Übersetzt von Klaus-Dieter Schmidt, Eingeschränkte Vorschau bei Google Books; Rezension, Rezension auf H-Soz-u-Kult).